# Jesús Membrado
Jesús Membrado Giner (Bordón (Teruel), 27 de enero de 1949) es un profesor, sindicalista y político español.
Maestro y Licenciado en Geografía e Historia por la Universidad de Zaragoza, desarrolló su labor profesional como maestro de enseñanza primaria entre 1975 y 1989, año en el que tomó la excedencia para dedicar todo su trabajo a la actividad sindical en la Unión General de Trabajadores, organización a la que pertenecía ya en la clandestinidad desde sus años de estudiante universitario. Así ocupará el cargo de Secretario General de la Federación de Trabajadores de la Enseñanza (FETE-UGT) en Aragón, Secretario de Organización y posteriormente Secretario General de UGT de Aragón.
Militante del Partido Socialista Obrero Español, fue miembro de su Comisión Ejecutiva Regional hasta 1993, siendo elegido Diputado al Congreso en las elecciones generales de 2004, escaño que repitió como cabeza de lista del PSOE por la provincia de Zaragoza en las elecciones de 2008.
- Datos: Q9011650